# マット・ミトリオン
マット・ミトリオン（Matt Mitrione、1978年7月15日 - ）は、アメリカ合衆国イリノイ州スプリングフィールド出身の男性総合格闘家、元プロアメリカンフットボール選手。コンバット・クラブ所属。

## 来歴
子供の頃に松濤館流空手を始める。アメリカンフットボール選手として、高校3年時にはUSAトゥデイよりオールアメリカンに選ばれた。アメリカンフットボールの奨学生としてパデュー大学に進学し、2000年には、ビッグ・テン・カンファレンスのセカンドチームに選ばれている。2002年、NFLのニューヨーク・ジャイアンツにドラフト外で入団したが、怪我のためレギュラーシーズン最後の4試合及びサンフランシスコ・フォーティナイナーズとのプレーオフを欠場した。2003年7月25日、ジャイアンツのフィジカルテストに不合格となった彼は解雇された。2005年6月、ミネソタ・バイキングスに加入したが、出場機会を得ることなく、シーズン中に解雇された。
親友のプロ野球選手であったジェイソン・ワースの勧めで総合格闘技を始める。

### The Ultimate Fighter
2009年9月から放送されたリアリティ番組「The Ultimate Fighter: Heavyweights」に参加し、ラシャド・エヴァンス率いるチーム・ラシャドに所属。エピソード7の初戦ではスコット・ジャンクに2-0の判定勝ちを収めるも、エピソード11の準々決勝でジェームス・マクスウィーニーにギロチンチョークで一本負け。シーズンでは問題児として扱われ、頭の中に脳ミソの代わりに筋肉が詰まっているということから「ミートヘッド」（日本語吹き替え版では「アホちん」）と呼ばれていた。
2009年12月5日、The Ultimate Fighter: Heavyweights Finaleでシーズン準決勝で敗退したマーカス・ジョーンズと対戦し、右フックでダウンを奪ったところにパウンドで追撃しKO勝ちを収めた。

### UFC
2010年5月8日、UFC本戦初出場となったUFC 113でキンボ・スライスと対戦し、マウントパンチによるTKO勝ちを収めた。キンボはこの試合を最後にUFCをリリースされた。
2010年9月25日、UFC 119でジョーイ・ベルトランと対戦し、3-0の判定勝ち。ファイト・オブ・ザ・ナイトを受賞した。
2014年3月1日、UFC Fight Night: Kim vs. Hathawayでショーン・ジョーダンと対戦し、スタンドパンチ連打でKO勝ち。パフォーマンス・オブ・ザ・ナイトを受賞した。
2014年7月4日、UFC 175においてステファン・ストルーフェと対戦予定だったが、試合直前に控え室でストルーフェが意識を失い倒れたため中止となった。
2014年12月13日、 UFC on FOX 13でヘビー級ランキング12位のガブリエル・ゴンザーガと対戦し、1RTKO勝ち。パフォーマンス・オブ・ザ・ナイトを受賞した。
2015年6月6日、UFC Fight Night: Boetsch vs. Hendersonでヘビー級ランキング9位のベン・ロズウェルと対戦し、ゴゴチョークで一本負け。
2016年1月17日、UFC Fight Night: Dillashaw vs. Cruzでヘビー級ランキング6位のトラヴィス・ブラウンと対戦し、マウントパンチでTKO負け。試合では2度のアイポークと、3Rにはパンチを右目にもらい手術を受けた。
2016年3月、ミトリオンはフリーエージェントを果たした。

### Bellator
2017年6月24日、Bellator NYCでエメリヤーエンコ・ヒョードルと対戦し、ダブルノックダウンからのパウンドでTKO勝利を収めた。
2018年2月16日、Bellator 194のBellatorヘビー級ワールドグランプリ1回戦でロイ・ネルソンと対戦し、2-0の判定勝ち。
2018年10月12日、Bellator 207のBellatorヘビー級ワールドグランプリ準決勝でライアン・ベイダーと対戦し、判定負け。
2021年7月16日、Bellator 262でタイレル・フォーチュンと対戦し、パウンドでTKO負け。3連敗となり7月19日にBellatorからリリースされた。

## 戦績

### プロ総合格闘技
| 総合格闘技 戦績 | 総合格闘技 戦績 | 総合格闘技 戦績 | 総合格闘技 戦績 | 総合格闘技 戦績 | 総合格闘技 戦績 | 総合格闘技 戦績 |
| --------------- | --------------- | --------------- | --------------- | --------------- | --------------- | --------------- |
| 23 試合         | (T)KO           | 一本            | 判定            | その他          | 引き分け        | 無効試合        |
| 13 勝           | 11              | 0               | 2               | 0               | 0               | 1               |
| 9 敗            | 5               | 2               | 2               | 0               | 0               | 1               |

| 勝敗 | 対戦相手                     | 試合結果                             | 大会名                                                                          | 開催年月日     |
| ×    | タイレル・フォーチュン       | 1R 1:45 TKO（パウンド）              | Bellator 262: Velasquez vs. Kielholtz                                           | 2021年7月16日  |
| ×    | ティモシー・ジョンソン       | 1R 3:14 TKO（パウンド）              | Bellator 243: Chandler vs. Henderson 2                                          | 2020年8月7日   |
| ×    | セルゲイ・ハリトーノフ       | 2R 1:24 TKO（左膝蹴り→パウンド）     | Bellator 225: Mitrione vs. Kharitonov 2                                         | 2019年8月24日  |
| -    | セルゲイ・ハリトーノフ       | 1R 0:15 ノーコンテスト（ローブロー） | Bellator 215: Mitrione vs. Kharitonov                                           | 2019年2月15日  |
| ×    | ライアン・ベイダー           | 5分3R終了 判定0-3                    | Bellator 207: Mitrione vs. Bader 【Bellatorヘビー級ワールドグランプリ準決勝】   | 2018年10月12日 |
| ○    | ロイ・ネルソン               | 5分3R終了 判定2-0                    | Bellator 194: Mitrione vs. Nelson 2 【Bellatorヘビー級ワールドグランプリ1回戦】 | 2018年2月16日  |
| ○    | エメリヤーエンコ・ヒョードル | 1R 1:14 TKO（右フック→パウンド）     | Bellator NYC: Sonnen vs. Silva                                                  | 2017年6月24日  |
| ○    | オリィ・トンプソン           | 2R 4:21 TKO（スタンドパンチ連打）    | Bellator 158: Daley vs. Lima                                                    | 2016年7月16日  |
| ○    | カール・セウマヌタファ       | 1R 3:22 KO（パウンド）               | Bellator 157: Dynamite 2                                                        | 2016年6月24日  |
| ×    | トラヴィス・ブラウン         | 3R 4:09 TKO（マウントパンチ）        | UFC Fight Night: Dillashaw vs. Cruz                                             | 2016年1月17日  |
| ×    | ベン・ロズウェル             | 1R 1:54 ゴゴチョーク                 | UFC Fight Night: Boetsch vs. Henderson                                          | 2015年6月6日   |
| ○    | ガブリエル・ゴンザーガ       | 1R 1:59 TKO（パウンド）              | UFC on FOX 13: dos Santos vs. Miocic                                            | 2014年12月13日 |
| ○    | デリック・ルイス             | 1R 0:41 KO（右フック→パウンド）      | UFC Fight Night: Jacare vs. Mousasi                                             | 2014年9月5日   |
| ○    | ショーン・ジョーダン         | 1R 4:59 KO（スタンドパンチ連打）     | UFC Fight Night: Kim vs. Hathaway                                               | 2014年3月1日   |
| ×    | ブレンダン・シャウブ         | 1R 4:06 ダースチョーク               | UFC 165: Jones vs. Gustafsson                                                   | 2013年9月21日  |
| ○    | フィル・デ・フライズ         | 1R 0:19 KO（パウンド）               | UFC on Fuel TV 9: Mousasi vs. Latifi                                            | 2013年4月6日   |
| ×    | ロイ・ネルソン               | 1R 2:58 TKO（右フック→パウンド）     | The Ultimate Fighter 16 Finale                                                  | 2012年12月15日 |
| ×    | シーク・コンゴ               | 5分3R終了 判定0-3                    | UFC 137: Penn vs. Diaz                                                          | 2011年10月29日 |
| ○    | クリスチャン・モアクラフト   | 2R 4:28 KO（スタンドパンチ連打）     | UFC Live: Kongo vs. Barry                                                       | 2011年6月26日  |
| ○    | ティム・ヘイグ               | 1R 2:59 TKO（左ストレート→パウンド） | UFC: Fight for the Troops 2                                                     | 2011年1月22日  |
| ○    | ジョーイ・ベルトラン         | 5分3R終了 判定3-0                    | UFC 119: Mir vs. Cro Cop                                                        | 2010年9月25日  |
| ○    | キンボ・スライス             | 2R 4:24 TKO（マウントパンチ）        | UFC 113: Machida vs. Shogun 2                                                   | 2010年5月8日   |
| ○    | マーカス・ジョーンズ         | 2R 0:10 KO（右フック→パウンド）      | The Ultimate Fighter: Heavyweights Finale                                       | 2009年12月5日  |

### 総合格闘技エキシビション
| 勝敗 | 対戦相手                     | 試合結果                 | 大会名                                       | 開催年月日    |
| ×    | ジェームス・マクスウィーニー | 1R 3:43 ギロチンチョーク | The Ultimate Fighter: Heavyweights 【2回戦】 | 2009年6月30日 |
| ○    | スコット・ジャンク           | 5分2R終了 判定2-0        | The Ultimate Fighter: Heavyweights 【1回戦】 | 2009年6月23日 |

## 表彰
- 松濤館流空手 黒帯
- UFC ファイト・オブ・ザ・ナイト（1回）
- UFC パフォーマンス・オブ・ザ・ナイト（2回）